# Herminiimonas aquatilis
Herminiimonas aquatilis es una especie de  bacteria gramnegativa del género Herminiimonas. Fue descrita en el año 2006. Su etimología hace referencia a acuática. Es aerobia y móvil. Tiene un tamaño de 0,8-1,2 μm de ancho por 1-1,2 μm de largo. Forma colonias amarillas y mucosas. Temperatura óptima de crecimiento de 25 °C. Oxidasa positiva. Se ha aislado en agua potable en Upsala, Suecia.